# Christian Montanari

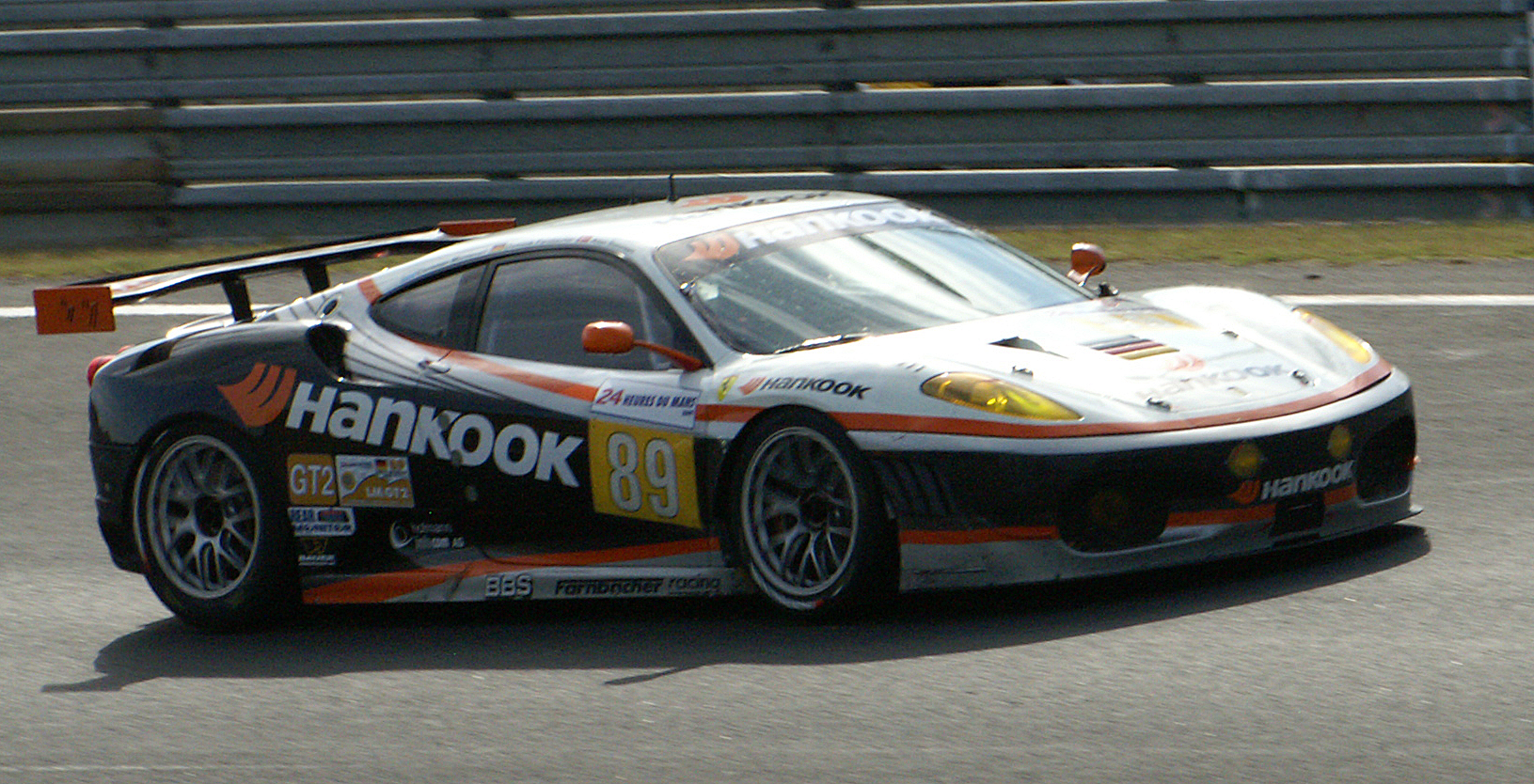
Der Ferrari F430 GTC von Dominik Farnbacher, Allan Simonsen und Christian Montanari beim 24-Stunden-Rennen von Le Mans 2009

Christian Montanari (* 21. Juni 1981 in San Marino) ist ein ehemaliger san-marinesischer Autorennfahrer. Er trat von 2004 bis 2006 in der Formel Renault 3.5 (ehemals Formel Renault V6 Eurocup) an. 2007 und 2008 war er in der FIA-GT-Meisterschaft aktiv. Von 2009 bis 2011 startete er in der Superstars Series.

## Karriere
Montanari begann seine Motorsportkarriere 1997 im Kartsport, in dem er bis 2001 aktiv war. 2001 debütierte er im Formelsport und nahm an der Winterserie der italienischen Formel Renault teil. In der Folgesaison startete er in der Hauptserie der italienischen Formel Renault und wurde Gesamtsechster. Darüber hinaus nahm er an fünf von neun Saisonrennen des Formel Renault 2.0 Eurocups teil und belegte den 20. Platz in der Fahrerwertung. Außerdem fuhr er einen Lauf der Euro Formel 3000, bei dem er einen Punkt erzielte.
2003 fuhr Montanari für Coloni in der italienischen Formel-3-Meisterschaft. Er gewann drei Rennen und wurde mit 98 Punkten Vizemeister hinter Fausto Ippoliti mit 101 Punkten. Außerdem debütierte er in der Saison in der internationalen Formel-3000-Meisterschaft. Für Coloni ging er beim Saisonfinale an den Start. 2004 begann Montanari die Saison für Coloni in der Formel-3-Euroserie. Nach den ersten zwei Rennwochenenden, an denen er ohne Punkte blieb, stieg der Rennstall allerdings aus der Serie aus. Montanari schloss sich schließlich Victory Engineering an und trat die letzte Saisonhälfte im Formel Renault V6 Eurocup an. Er gewann zwei Rennen und wurde Zehnter in der Fahrerwertung.
2005 blieb Montanari in der Rennserie, die zusammen mit der World Series by Nissan zur Formel Renault 3.5 wurde. Er startete zusammen mit Markus Winkelhock für Draco Multiracing USA. Während Winkelhock mit drei Siegen Gesamtdritter wurde, beendete Montanari die Saison mit einem Sieg in Monte Carlo auf dem achten Platz in der Meisterschaft. 2006 bildete Montanari zusammen mit Gregory Franchi das Fahrerduo des Prema Powerteams in der Formel Renault 3.5. Mit einem Sieg auf dem Nürburgring verbesserte sich Montanari auf den siebten Platz in der Fahrerwertung und setzte sich damit teamintern gegen Franchi, der 25. wurde, durch.
2007 verließ Montanari den Formelsport und wechselte in den GT-Sport. Für das Vitaphone Racing Team ging er in der FIA-GT-Meisterschaft an den Start. Er gewann ein Rennen und wurde zusammen mit seinem Teamkollegen Miguel Ramos Vierter in der GT1-Wertung. 2008 startete Montanari für AF Corse und wurde Vierter in der GT2-Wertung der FIA-GT-Meisterschaft. Darüber hinaus debütierte er beim 24-Stunden-Rennen von Le Mans. Sein Team erreichte nicht das Ziel. Außerdem kehrte Montanari zwischenzeitlich in den Formelsport zurück und nahm für das italienische Team an einem Rookie-Training der A1GP teil. 2009 war Montanari ohne ein festes Renncockpit. Für das Farnbacher Racing startete er beim 24-Stunden-Rennen von Le Mans und zu zwei Rennen der Le Mans Series, wo er in der LMGT2-Wertung eine Podest-Platzierung erzielte. Außerdem trat er zu zwei Rennen der International Superstars Series an und erzielte dabei einen zweiten und einen dritten Platz. Darüber hinaus nahm Montanari von 2007 bis 2009 an jeweils einem Rennen der Grand-Am Sports Car Series pro Jahr teil.
2010 ging Montanari zu mehreren Rennen der Superstars Series an den Start. Ein dritter Platz war sein bestes Ergebnis. Er wurde 16. in der italienischen und 20. in der internationalen Wertung. 2011 bestritt er abermals einige Rennen in der Superstars Series. Erneut war ein dritter Platz seine beste Position. In der italienischen Wertung belegte er den 14. und in der internationalen Wertung den 16. Platz.

## Sonstiges
Montanari ist ein Mitglied der Nazionale Piloti, einer Fußballmannschaft die aus Rennfahrern verschiedenster Rennklassen besteht.

## Statistik

### Karrierestationen
| - 1997–2001: Kartsport - 2001: Italienische Formel Renault, Winterserie - 2002: Italienische Formel Renault (Platz 6) - 2002: Formel Renault 2.0 Eurocup (Platz 20) - 2002: Euro Formel 3000 (Platz 13) - 2003: Italienische Formel 3 (Platz 2) - 2003: Formel 3000 (Platz 20) - 2004: Formel-3-Euroserie (Platz 27) | - 2004: Formel Renault V6 Eurocup (Platz 10) - 2005: Formel Renault 3.5 (Platz 8) - 2006: Formel Renault 3.5 (Platz 7) - 2007: FIA-GT-Meisterschaft, GT1 (Platz 4) - 2007: Grand-Am Sports Car Series, DP (Platz 60) - 2008: FIA-GT-Meisterschaft, GT2 (Platz 4) - 2008: Grand-Am Sports Car Series, GT - 2009: Le Mans Series, LMGT2 (Platz 13) | - 2009: Superstars Series, International (Platz 13) - 2009: Grand-Am Sports Car Series, GT (Platz 78) - 2010: Superstars Series, International (Platz 20) - 2010: Superstars Series, Italien (Platz 16) - 2011: Superstars Series, International (Platz 14) - 2011: Superstars Series, Italien (Platz 16) |

### Le-Mans-Ergebnisse
| Jahr | Team                    | Fahrzeug         | Teamkollege        | Teamkollege    | Platzierung | Ausfallgrund |
| ---- | ----------------------- | ---------------- | ------------------ | -------------- | ----------- | ------------ |
| 2008 | AF Corse                | Ferrari F430GT   | Thomas Biagi       | Toni Vilander  | Ausfall     | Defekt       |
| 2009 | Hancock Team Farnbacher | Ferrari F430 GTC | Dominik Farnbacher | Allan Simonsen | Ausfall     | Defekt       |